# Медресе Улугбека (Самарканд)
Медресе Улугбека (узб. Ulugʻbek madrasasi / Улуғбек мадрасаси) — мусульманское духовно-просветительское, образовательное и культовое сооружение XV века в Самарканде. Старейшее медресе архитектурного ансамбля площади Регистан, возведённое правителем государства Тимуридов и учёным-астрономом Улугбеком. Вместе с медресе Шердор и Тилля-Кари образует целостный архитектурный ансамбль. В 2001 году в числе других достопримечательностей Самарканда внесено в Список Всемирного наследия ЮНЕСКО.

## История
Со времён Амира Тимура Регистан являлся главной рыночной площадью и общественным центром средневекового Самарканда. Здесь располагались многочисленные торговые лавки, караван-сараи и крытые торговые пассажи (тимы), крупнейшим из которых был тим Тильпак-фурушон. В правление внука Тимура Улугбека облик площади начинает постепенно меняться. Перестройку Регистана Улугбек начинает со строительства крупнейшего в Средней Азии исламского университета.
Дата начала строительства медресе на площади Регистан точно неизвестна. Надпись в нише входного портала дословно гласит: «Год 820 (1417). Да будет известно: это здание превосходнейшее и высочайшее из мест мира, совершеннейшее из построек по искусству и работе…». Это позволяет сделать вывод, что в 1417 году здание медресе уже строилось. При самых высоких темпах строительства возведение подобных сооружений в Мавераннахре занимало не менее 5-6 лет. Учитывая, что основные работы были завершены в 1420 году, можно предположить, что строительство началось не позднее 1415 года. Автором проекта медресе обычно считается персидский придворный зодчий эмира Шахруха Кавам-ад-дин Ширази, однако средневековый историк Васифи, современник Улугбека, называет архитектором ученика Кази-заде ар-Руми Камаледдина Мухандиса.
Уже вскоре после окончания строительства медресе Улугбека становится одним из самых престижных университетов мусульманского Востока XV века. По преданию, здесь обучался знаменитый поэт, учёный и философ Абдурахман Джами. Его слушателями были шейх тариката Накшбанди Ходжа Ахрар и поэт Алишер Навои. В учебном заведении читались лекции по математике, геометрии, логике, естественным наукам, богословию, сводам учений о человеке и мировой душе. Читали их такие известные учёные как Кази-заде ар-Руми, Джемшид Гияс ад-Дин Ал-Каши, Ал-Кушчи, а также сам Улугбек. Первым мударрисом (ректором) университета был назначен Маулана Мухаммад Хавафи — бродячий дервиш, простолюдин по происхождению, обладавший глубокими научными знаниями.
В 1533 году к власти в Мавераннахре пришёл узбекский хан Убайдулла, который вскоре перенёс столицу своего государства в Бухару. Утратив столичный статус, Самарканд постепенно приходит в упадок. Однако медресе Улугбека продолжает сохранять статус одного из лучших учебных заведений Средней Азии. В правление Ялангтуша Бахадура, осуществившего коренную перестройку площади Регистан, здание медресе было капитально отремонтировано. Именно его грациозные пропорции легли в основу построенного удельным правителем Самарканда нового медресе, позднее получившего название Шердор. В период феодальных войн и народных волнений, сопровождавших правление последнего бухарского хана из династии Аштарханидов Абулфейза, внешний облик медресе Улугбека был сильно испорчен. По сообщению самаркандского историка XVIII века Абу Тахира ходжи бухарский наместник распорядился снести второй этаж здания из опасения, что с высоких стен медресе повстанцы могут обстреливать его резиденцию.
В первой половине XIX века медресе Улугбека было разрушено сильным землетрясением (1817/18 год). Характеризуя состояние сооружения словами персонажа своего произведения, известный французский писатель Жюль Верн писал:

Площадь Регистан — красивый четырёхугольник… По трем сторонам площади возвышаются хорошо сохранившиеся развалины трех «медресе», где «муллы» давали детям религиозное образование. Склонившиеся минареты, кажется, вот-вот упадут, но никогда не падают, к счастью для их эмалевой облицовки. — Ж. Верн. Клодиус Бомбарнак. Записная книжка репортера об открытии большой Трансазиатской магистрали (Из России в Пекин)
 Восстановление медресе началось при эмире Хайдаре. По распоряжению эмира, юго-западные помещения: мечеть и две дарсханы по углам — были перекрыты кровлей на массивных балках с вассой.
Землетрясение 1897 года превратило «хорошо сохранившиеся развалины» в руины.
Реставрация медресе Улугбека началась в 1920-х годах и продолжалась более семидесяти лет. На первом этапе были проведены неотложные работы по сохранению уцелевших фрагментов здания. В 1932 году по проекту архитекторов В. Г. Шухова и М. Ф. Мауэра была проведена уникальная операция по выпрямлению северо-восточного минарета, имевшая резонанс во всём мире. Основные реставрационные работы были проведены в 1950—1960-е годы: был понижен уровень земли на 2 метра, восстановлен портал, элементы декора здания. В 1965 году инженерами Э. М. Генделем и Е. О. Нелле был выпрямлен и отреставрирован юго-восточный минарет. В 1990-х годах был отстроен заново второй этаж худжр. В настоящее время из первоначальных элементов здания отсутствуют наружные купола над угловыми аудиториями и юго-западный минарет. Северо-западный минарет сохранился частично.
В 1960-х годов академик И. Муминов при поддержке руководителя Узбекской ССР Ш. Рашидова разрабатывал идею широкого изучения истории высшего образования — системы медресе в Самарканде. Планировалось восстановить систему образования в медресе Мирзо Улугбека и отпраздновать 550-летие медресе в 1970 году, однако инициатива не была поддержана вышестоящими органами власти. Только после обретения Узбекистаном независимости в 2000 году академик Б.Валиходжаев попытался возродить эту идею в другом формате.

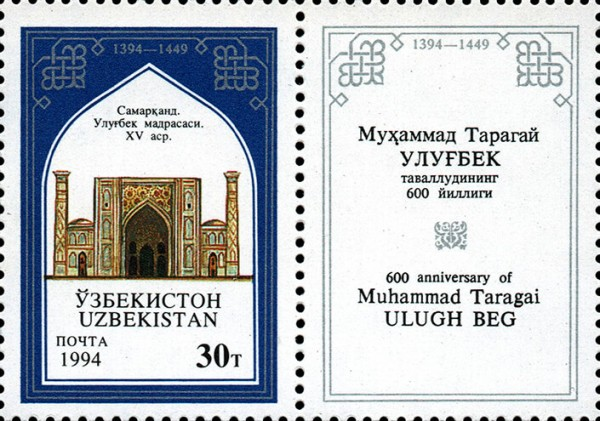
Почтовая марка Узбекистана 1994 года.

В 1992 году на памятнике начались ремонтно-восстановительные работы, приуроченные к юбилею Улугбека, которые велись по проекту, разработанному в УзНИИПИ реставрации. Проект предусматривал полную реконструкцию второго этажа, восстановление архитектурной керамики и смену деструктивных штукатурок и сталактитов в юго-западных помещениях.

## Архитектура

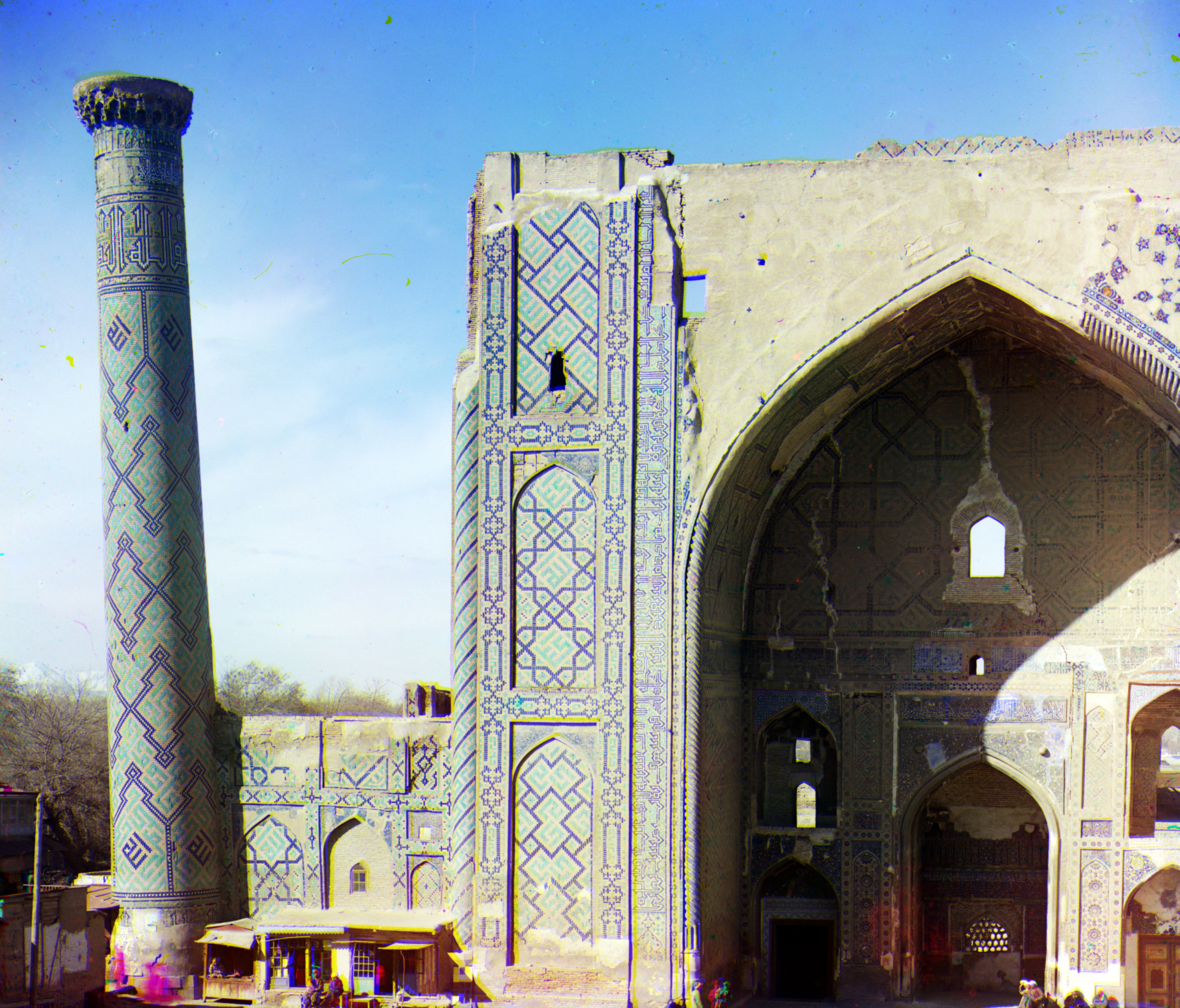
Медресе Улугбека в начале XX века.
Фото С. М. Прокудина-Горского

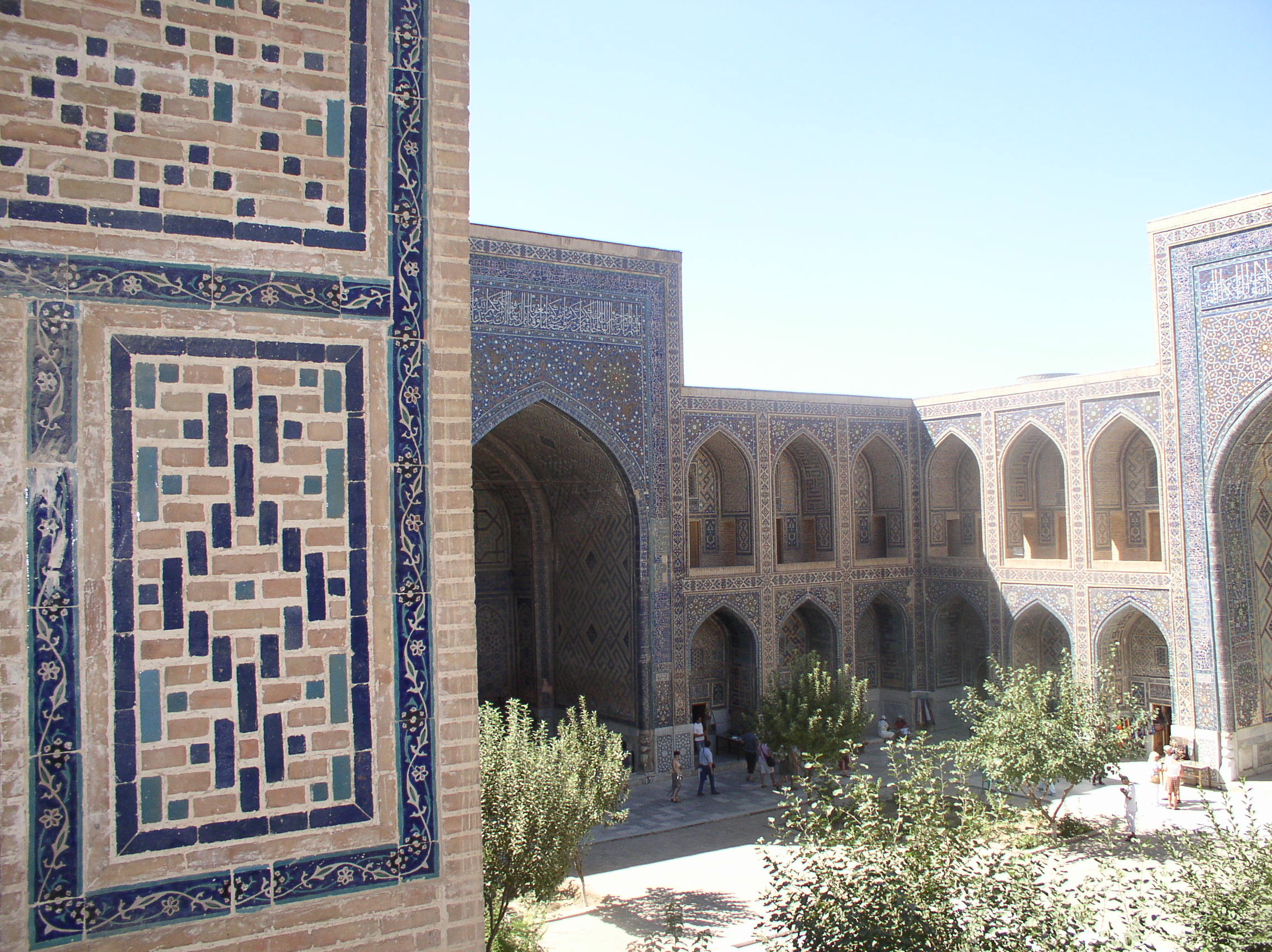
Внутренний двор медресе Улугбека

Медресе Улугбека построено согласно мусульманскому канону в полном соответствии с требованиями своей эпохи. Оно является классическим образцом духовного учебного заведения Средней Азии и Ближнего Востока.
Медресе представляет собой прямоугольное в плане сооружение общей площадью 81x56 метров. Его главный восточный фасад обращён на площадь Регистан. Основным элементом главного фасада является мощный входной портал — пештак. В глубине портала имеется три входа, из которых центральный, обрамлённый преувеличенно большой стрельчатой аркой, закрыт ажурной панджарой. Два других входа также оформлены стрельчатыми арками, но меньшего размера. Над каждым из них расположено по одной лоджии выходящих на площадь худжр. По углам медресе некогда возвышались четыре минарета высотой 33 метра, из которых полностью сохранились только восточные. В углах здания расположены просторные аудитории (дарсханы), некогда перекрытые двойными куполами. Квадратный в плане четырёхайванный двор площадью 30х30 метров вымощен большими каменными плитами и обрамлён двумя этажами однокомнатных и двухкомнатных худжр. Айваны расположены на осях здания и оформлены порталами. Каждый айван делит секции худжр пополам так, что с каждой его стороны в два этажа располагается по шесть худжр. Северный и южный айваны глухие и ранее выполняли функцию летних аудиторий. В западном айване расположен вход в зимнюю мечеть, занимающую всю центральную часть западного крыла.
В отделке медресе был использован весь набор имевшихся в то время материалов: глазурованные кирпичи, резная кашинная мозаика, майолика, резной мрамор. Сочетание белых, синих, голубых и марганцево-чёрных изразцов с терракотовыми облицовочными кирпичиками создаёт всё богатство геометрических, растительных и эпиграфических узоров. Порталы медресе и тимпаны арок худжр украшены мозаикой из разноцветного кашина. Особенно роскошен главный портал. Мозаичные звёзды на его тимпане образуют узор, символизирующий звёздное небо, а пилоны украшены мозаичными панно с геометрическими узорами. Архитектурные достоинства медресе Улугбека, подчёркнутые высокохудожественным декоративным оформлением, ставят его в один ряд с другими шедеврами мусульманского средневекового зодчества.

## 600-летие медресе
В июле 2020 года администрация Самаркандского государственного университета совместно с российскими учеными из Казанского Федерального университета провела международную конференцию, посвященную 600-летию открытия медресе Улугбека К сожалению, эта инициатива не была поддержана ни одним высшим учебным заведением столицы Узбекистана — Ташкента, включая национальный Университет Узбекистана, который носит имя Мирзо Улугбека.